# Cercosporella acroptili
Cercosporella acroptili är en svampart som först beskrevs av Bremer, och fick sitt nu gällande namn av U. Braun 1993. Cercosporella acroptili ingår i släktet Cercosporella och familjen Mycosphaerellaceae.   Inga underarter finns listade i Catalogue of Life.